# Casualties of War
Casualties of War, conocida como Pecados de guerra en Hispanoamérica y como Corazones de hierro en España, es una película estadounidense dirigida por Brian De Palma y protagonizada por Michael J. Fox y Sean Penn.

## Argumento
La historia se presenta como un flashback de Max Eriksson, un veterano de Vietnam.
El teniente Reilly lidera su pelotón de soldados estadounidenses en una patrulla nocturna. Son atacados por el Viet Cong (VC) después de que un soldado en pánico expone su posición. Mientras protege el flanco del pelotón, Eriksson cae cuando la parte superior de un túnel VC cede debajo de él. El líder del escuadrón de Eriksson, el sargento Tony Meserve, saca a Eriksson del agujero y el pelotón se retira de la jungla.
El pelotón toma un descanso fuera de una aldea fluvial en la Región del Altiplano Central. Mientras se relaja y bromea, uno de los amigos de Meserve, el Especialista 4 "Brownie" Brown", muere cuando el Viet Cong los embosca. La muerte de Brownie tiene un gran impacto en Meserve. El pelotón es enviado de regreso a su base. El soldado de primera clase Antonio Díaz llega como operador de radio de reemplazo.
Frustrado porque a su escuadrón se le ha negado irse durante un período prolongado, Meserve ordena al escuadrón secuestrar a una joven vietnamita. Eriksson se opone, pero Meserve, Cpl. Thomas E. Clark y el soldado de primera clase Herbert Hatcher ignoran sus objeciones. Antes de que el escuadrón de cinco hombres desembarque, Eriksson habla de sus preocupaciones con su amigo más cercano, Rowan. Al caer la noche, el escuadrón entra en una aldea y secuestra a una muchacha vietnamita, Tran Thi Oanh.
Mientras el escuadrón camina por las montañas, Díaz comienza a reconsiderar violar a Tran y le ruega a Eriksson que lo respalde. El escuadrón y Tran se refugian en un hooch (cabaña de paja tradicional) abandonado, donde Eriksson es confrontado y amenazado por Meserve, Clark y Hatcher. Díaz cede a la presión, deja a Eriksson solo a oponerse al acto. Meserve obliga a Eriksson a hacer guardia afuera mientras los otros hombres se turnan para violar a Tran.
Al amanecer, Eriksson recibe la orden de vigilar a Tran mientras el resto del escuadrón toma una posición cerca de un puente ferroviario con vistas a un depósito del río Viet Cong Base de operaciones principal. A través de sus actos de bondad, Eriksson se las arregla para ganarse la confianza de Tran y se prepara para devolver a Tran con su familia. Sin embargo, Meserve envía a Clark para que Eriksson y Tran vayan al puente antes de que Eriksson pueda llevar a cabo su plan.
Meserve hace que Díaz ordene apoyo aéreo cercano para un asalto al depósito y luego le ordena a Diaz que mate a Tran con un cuchillo. Antes de que Díaz pueda matarla, Eriksson dispara su rifle al aire, exponiéndolos al Viet Cong. En medio del tiroteo, Tran intenta escapar. Eriksson intenta salvarla pero es detenido por Meserve, quien derriba a Eriksson con la culata de su arma. Eriksson observa impotente cómo todo el escuadrón dispara a Tran varias veces hasta que se cae del puente.
Después de la batalla, Eriksson se despierta en un hospital de campaña en la base. Se topa con Rowan y le cuenta lo que sucedió. Rowan sugiere a Eriksson que vea al teniente Reilly y al comandante de la compañía, el Capitán Hill. Tanto Reilly como Hill prefieren enterrar el asunto, pero Hill, enfurecido por la determinación de Eriksson de presionar el tema, ordena que lo transfieran a una unidad rata de túnel. Los otros hombres del equipo de Meserve también serán reasignados.
Después de escapar por poco de un intento de matarlo en la letrina con una granada (hecho por Clark), Eriksson irrumpe en una tienda y golpea a Clark en la cara con una pala. Él le dice sin rodeos a Meserve que matarlo es innecesario porque a nadie le importa lo que hicieron. Meserve hace un tembloroso intento de bromear y Eriksson se va.
Eriksson luego se encuentra con un capellán del ejército en un bar y le cuenta la historia. El capellán lo informa y se inicia una investigación. Los cuatro violadores y asesinos son sometidos a consejo de guerra: Meserve es condenado a 10 años de trabajos forzados y un despido deshonroso, Clark es sentenciado a cadena perpetua, Hatcher es condenado a 15 años de trabajos forzados y, Díaz, a ocho años de lo mismo.
Al final de la película, Eriksson despierta de una pesadilla y se encuentra en una línea de tránsito del Muni en San Francisco, a solo unos asientos de una estudiante vietnamita-estadounidense que se parece a Tran. Ella baja en Dolores Park y olvida su bufanda así que Eriksson corre tras ella para devolvérsela. Cuando ella le da las gracias y se da la vuelta, él la llama en vietnamita. Ella supone que le recuerda a alguien y agrega que ha tenido una pesadilla. Se van por caminos separados, y Eriksson se siente algo reconfortado cuando ella le dice que la pesadilla ya pasó.

## Reparto
- PFC. Erikkson - Michael J. Fox
- Sargento Tony Meserve - Sean Penn
- Clark - Don Harvey
- Antonio Díaz - John Leguizamo
- Hatcher - John C. Reilly
- Rowan - Jack Gwaltney
- Brown - Erik King
- Capìtan Hill - Dale Dye
- Capellán - Sam Robarda
- Juez - Vyto Ruginis

## Comentarios
La película está basada en un hecho ocurrido en 1966 durante el conflicto vietnamita, conocido como el incidente de la colina 192, publicado en forma de artículo en el diario estadounidense The New Yorker por el periodista Daniel Lang, que la convirtió después en un libro en el que se basarían Brian De Palma y el guionista David Rabe. La película ayuda a reflexionar sobre el horror de la guerra y la vida de los combatientes, así como también de la naturaleza humana ante situaciones límite.
Pecados de Guerra muestra cómo la guerra saca lo mejor y lo peor de los seres humanos, y muestra con crudeza la anatomía de un crimen de guerra. Cuenta cómo un pelotón de soldados estadounidenses raptan, violan y luego asesinan a una joven vietnamita. Solo uno de los soldados se niega a participar y denuncia a sus compañeros. Sus superiores intentaron encubrir el crimen pero al final los soldados serán llevados ante una corte marcial y condenados a largos años de trabajos forzados en una prisión militar. 
En la historia real, uno de los soldados fue exonerado por violación de sus derechos; otro tuvo una sentencia de veintidós meses; el cabo y el sargento fueron condenados a ocho años (obtuvo la libertad condicional a los cuatro años de prisión). El soldado que denunció los hechos vive bajo una nueva identidad para evitar una posible represalia. La madre y la hermana de la víctima fueron asesinadas por el Viet-Cong porque pensaron que habían colaborado con el enemigo.